# Estación Panulcillo
Panulcillo fue una estación del ferrocarril que se hallaba dentro de la comuna de Ovalle, en la región de Coquimbo de Chile. Fue parte del ramal que conectaba el poblado y yacimiento minero homónimos con la red del ferrocarril Longitudinal Norte. Se encontraba a una altitud de 1565 m s. n. m.

## Historia
En 1868, dos años después de la inauguración de la extensión de la vía férrea que conectaría La Serena con Ovalle (en septiembre de 1866 el ferrocarril alcanzó la localidad de Higueritas), fue inaugurada la estación que se convirtió en la terminal del ramal ferroviario que servía para conectar la carga desde dicho yacimiento cuprífero hacia la línea que la transportaba hacia los puertos de Coquimbo y Guayacán.
La estación dejó de prestar servicios cuando el ramal fue clausurado en 1936 y posteriormente sus vías fueron levantadas.